# Hans Heinrich Nachtkamp
Hans Heinrich Nachtkamp (* 9. April 1930 in Hamm; † 5. März 2016 in Mühlacker) war ein deutscher Wirtschaftswissenschaftler.

## Leben
Nach der Promotion am 24. Juli 1967 in Münster bei Herbert Timm und der Habilitation 1976 an der Universität Münster wurde er Inhaber des Lehrstuhls für Volkswirtschaftslehre an der Universität Mannheim.

## Schriften (Auswahl)
- Der kurzfristige optimale Angebotspreis der Unternehmen bei Vollkostenkalkulation und unsicherer Nachfrageerwartung. Ein nutzentheoretischer Ansatz für die Analyse kurzfristiger Preispolitik des Einproduktunternehmens, illustriert am Fall der Unternehmensbesteuerung. Tübingen 1969, OCLC 976795209.
- Mehrjährige Finanzplanungen und mittelfristige Zielprojektionen der Bundesregierung. Über Unzulänglichkeiten des Planungskalküls und die Einordnung der Stabilisierungspolitik des Bundes in die mittelfristige Wirtschaftsplanung. Baden-Baden 1976, ISBN 3-7890-0180-5.